# بلفير
بلفير (كما ذكرها الادريسي) أو بُفْوَار عند البحر أو حرفيًا بُفوار سُر مَير هي بلدية في مقاطعة فيندي في المنطقة الإدارية لباي دو لا لوار ، فرنسا .